# الشعيب (المخادر)

تعديل مصدري - تعديل

الشعيب محلة تابعة لقرية الزريبة، التابعة لعزلة السحول بمديرية المخادر إحدى مديريات محافظة إب في الجمهورية اليمنية، بلغ تعداد سكانها 36 حسب تعداد اليمن لعام 2004.